# مقاطعة كيمين
كيمين هي رايون (مقاطعة) تقع في الشمال الشرقي من منطقة تشوي شمالي قرغيزستان. مساحتها 3,533 كيلومتر مربع (1,364 ميل2)، مما يجعلها أكبر منطقة في تشوي، بلغ عدد سكانها (44,118) نسمة عام 2009. مقرها الإداري في كيمين. تقع المقاطعة في وادي Chong-Kemin ووادي Kichi-Kemin والجزء الشرقي من وادي تشوي. تحدها كازاخستان من جهة الشمال، ومقاطعة تشوي من جهة الغرب، ومقاطعة إسيك كول في الجهة الجنوبية والشرقية.

## التضاريس
الجزء الغربي من المنطقة مسطح مع ارتفاعات 1000-1600 msl، والجزء الشرقي هو جبلي.

## مناخ
المناخ قاري بشكل حاد مع شتاء بارد وصيف لطيف. تتراح درجات الحرارة في كانون الأول بمتوسط −5 درجة مئوية إلى −10 درجة مئوية، وفي شهر تموز من +17 درجة مئوية إلى +18 درجة مئوية. متوسط هطول الأمطار هو 200 ملم في الأراضي السهلية، وحتى 600-700 ملم في الجبال.

## الهيدرولوجيا
وتشمل الأنهار الكبيرة في المنطقة نهر تشو ونهر تشونغ كيمين ونهر كيتشي كيمين وغيرها. وهناك أيضا العديد من البحيرات الصغيرة: تشونغ كيلتر، تشيليك وكوش كيل.

## التركيبة السكانية
ووفقاً لتعداد السكان والمساكن لعام 2009، بلغ عدد سكان مقاطعة كيمين 118 44 نسمة، وهو ثاني أدنى عدد من السكان بين مقاطعات منطقة تشوي. متوسط الكثافة هو 12 شخصا لكل كيلومتر مربع. ويعيش نحو 36 في المائة من السكان في المناطق الحضرية، و 64 في المائة في المناطق الريفية.

### التركيبة العرقية
ووفقاً لتعداد عام 2009، فإن التكوين الإثني (السكان بحكم القانون) في مقاطعة كيمين هو:
| مجموعة عرقية | تعداد السكان | نسبة سكان مقاطعة كيمن |
| ------------ | ------------ | --------------------- |
| قرغيز        | 37٬724       | 85.5٪                 |
| الروس        | 4٬785        | 10.8٪                 |
| الكازاخ      | 550          | 1.2٪                  |
| Dungans      | 170          | 0.4٪                  |
| الأوكرانيين  | 170          | 0.4٪                  |
| التتار       | 157          | 0.4٪                  |
| الأوزبك      | 133          | 0.3٪                  |
| مجموعات أخرى | 429          | 1٪                    |

## الأماكن المأهولة بالسكان
وإجمالا، تشمل مقاطعة كيمين بلدتين ومستوطنة حضرية واحدة و34 مستوطنة في 11 مجتمعا ريفيا (أييل أكموتوس). ويمكن أن يتألف كل مجتمع ريفي من قرية واحدة أو عدة قرى. المدن والمستوطنات الحضرية والمجتمعات الريفية والقرى في مقاطعة كيمين هي:
- مدينة أورلوفكا
- بلدة كيمن
- تسوية من نوع الحضرية بوردونسكي
- أك-توز أييل أوكموتو (1: مركز - قرية: أك-توز)
- ألمالو اييل أوكموتو (3: مركز - قرية: كيزيل-سو؛ وكذلك قرى المالو وبوردو)
- بورولدوي أيل أوكموتو (1: مركز - قرية: بورولدوي)
- تشونغ كيمين أييل أوكموتو (5: مركز - قرية: شابدان؛ وكذلك قرى كالماك-أشو، وكيزيل-بيرق، وتار-سو، وتورت-كول)
- تشيم كورغون أييل أوكموتو (3: مركز -قرية: تشيم-كورغون؛ وكذلك قريتا نوفوميخايلوفكا وسامانسور)
- دويشيف أييل أوكموتو (1: مركز - قرية: كيشي-كيمين)
- إيليتش أييل أوكموتو (3: مركز - قرية: إيليتش؛ وكذلك قرى جانغي-جول وسوفيتسكوي)
- جانغي-أيش أييل أوكموتو (1: مركز - قرية: جانغي-أيش)
- كارا-بولاك أييل أوكموتو (4: مركز - قرية: كارا-بولاك؛ وكذلك قرى بيشيكي وألتيميش وشوي)
- كوك أويروك أييل أوكموتو (3: مركز - قرية: كايينغدي؛ وكذلك قريتا كورول- دوبو وتيغيرمنتي)
- كيزيل-أوكتيابر أييل أوكموتو (9: الوسط - القرية: كيزيل-أوكتيابر؛ وكذلك القرى أك-بيكيت، وجيل-آريك، ودوروزنوي، وكاشكيلنغ، وكيز-كيا، وسيسيك-بولاك، وأودارنك، وتشولوك)